# Jean-Philippe Francès
Jean-Phillipe Francès, né le 1er août 1976, est un cavalier d'endurance français. Champion du monde par équipe en 2002, il est aussi vice-champion du monde 2012, champion d'Europe par équipe et vice-champion en individuel de la discipline en 2013, avec Qrafik la Majorie. Sa victoire par équipes au CEIO*** de Compiègne en mai 2014 lui garantit de représenter la France aux Jeux équestres mondiaux de 2014, avec Laurent Mosti et Philippe Tomas.
Il décroche la médaille d'argent par équipe aux jeux équestres mondiaux de 2014.